# Idioma jakasio
El idioma jakasio, transcrito del cirílico en otros idiomas como khakas (en jakasio: Хакас тілі Khakas tîlî) es una lengua túrquica hablada por los jakasios que viven principalmente en el sur de la república siberiana de Jakasia, Rusia, en Asia. La población de jakasios es de 78 500 personas, de los cuales cerca de 60 000 hablan este lenguaje, y la mayoría son bilingües con el ruso. Su código ISO 639-3 es kjh.
A mediados del siglo XIX, algunos lingüistas fineses y rusos comenzaron a documentar el jakasio. En 1924, se desarrolló una forma literaria usando el alfabeto cirílico. Entre 1929 y 1939 se usó el alfabeto latino, pero posteriormente se volvió al cirílico.
Tradicionalmente, el jakasio se ha dividido en varios dialectos: sagay, kacha, koybal, beltir y kyzyl. La lengua literaria, que se desarrolló tras la Revolución rusa, se basa en los dialectos centrales, sagay y kacha. El beltir ha sido casi totalmente asimilado por el sagay y el koybal por el kacha.

## Ortografía
Alfabeto latino:
| A a | B b | C c | Ç ç | D d | Ә ә | F f | G g |
| Ƣ ƣ | I i | Į į | J j | K k | L l | M m | N n |
| Ꞑ ꞑ | O o | Ө ө | P p | R r | S s | Ş ş | T t |
| U u | V v | X x | Y y | Z z | Ƶ ƶ | Ь ь |     |

Alfabeto cirílico:
| А а | Б б | В в | Г г | Ғ ғ | Д д | Е е | Ё ё |
| Ж ж | З з | И и | Й й | I i | К к | Л л | М м |
| Н н | Ң ң | О о | Ö ö | П п | Р р | С с | Т т |
| У у | Ӱ ӱ | Ф ф | Х х | Ц ц | Ч ч | Ӌ ӌ | Ш ш |
| Щ щ | Ъ ъ | Ы ы | Ь ь | Ә ә | Ю ю | Я я |     |